# Peter-Robert König
Peter-Robert König (* 12. Juli 1959 in Zürich) ist ein Schweizer Journalist und Sachbuchautor.

## Leben
Laut eigener Angaben studierte er an der Universität Zürich Ethnologie und Psychologie.
König begann 1985 seine Recherchen zum Thema Okkultismus bzw. Okkultorden und verfasste seitdem mehr als ein Dutzend Bücher zu diesem Gebiet. Sein Hauptthemengebiet stellen dabei der Ordo Templi Orientis (O.T.O.) und verwandte Organisationen dar, die König unter dem Oberbegriff "O.T.O.-Phänomen" zusammenfasst. Nach eigenen Angaben wurde er selbst Mitglied und gelangte in diesen teilweise in Organisationsebenen, wie etwa in die Funktion als Oberhaupt für Europa des Ordo Templi Orientis Antiqua (O.T.O.A.). König dazu: „Korrektes ethnologisches Arbeiten verlangt Miteinbeziehen der eigenen Person“ (Aktionsforschung).
König veröffentlichte zu seinen Büchern und Artikeln umfangreiches Quellenmaterial, welches in Form von Faksimiles in seinen Büchern abgedruckt wurde, darunter auch seine eigenen Mitgliedschaftsbestätigungen und Ähnliches.
Seine Schriften erscheinen bei der evangelischen Arbeitsgemeinschaft für Religions- und Weltanschauungsfragen (ARW).

## Schriften
- Der kleine  Theodor-Reuss-Reader. ARW, München 1993, ISBN 3-927890-13-8.
- Das OTO-Phänomen. 100 Jahre magische Geheimbünde und ihre Protagonisten von 1895 – 1994. Ein historisches Aufklärungswerk. ARW, München 1994, ISBN 3-927890-14-6.
- Materialien zum O.T.O. ARW, München, ISBN 3-927890-15-4.
- Ein Leben für die Rose (Arnoldo Krumm-Heller). ARW, München 1995, ISBN 3-927890-21-9.
- Der Grosse Theodor Reuss Reader. ARW, München 1997, ISBN 3-927890-41-3.
- Ecclesia Gnostica Catholica (11. Band zum OTO-Phänomen). ARW, München 1998, ISBN 3-927890-48-0.
- In nomine demiurgi Saturni 1925-1969. ARW, München 1998. ISBN 3-927890-51-0.
- In nomine demiurgi Nosferati 1969-1998. ARW, München 1999. ISBN 3-927890-56-1.
- Das Beste von Heinrich Traenker. ARW, München, ISBN 3-927890-29-4
- How to make your own McOTO. ARW, München 1996, ISBN 3-927890-35-9 (Faksimiles der Rituale des O.T.O von Theodor Reuss und Aleister Crowley).
- Der O.T.O.-Phänomen-Remix. ARW, München 2001, ISBN 3-927890-65-0.
- Noch mehr Materialien zum O.T.O. ARW, München, ISBN 3-927890-61-8
- In Nomine Demiurgi Homunculi. ARW, München 2010, ISBN 978-3-941421-14-1.
- Der OTO-Phänomen-Reload. 3 Bde. ARW, München 2011, ISBN 978-3-941421-16-5.

Als Herausgeber:
- Abramelin & Co. ARW, München 1995, ISBN 3-927890-24-3.
- Das Beste von Friedrich Lekve (Ergänzungen zu „Materialien zum OTO“) ARW, München, ISBN 3-927890-43-X.